# Віртуальна спільнота
Віртуальні спільноти (англ. virtual communities, e-communities) — новий тип товариств, які виникають і функціонують в електронному просторі (перш за все, за допомогою Інтернету) з метою сприяння вирішенню своїх професійних, політичних завдань, задоволення своїх інтересів у мистецтві, дозвілля тощо. Також: об'єднання користувачів мережі в групи зі спільними інтересами для роботи в електронному просторі з метою подальшого вдосконалення мережі.
Віртуальні співтовариства — це реальні групи людей, які для взаємообміну інформацією використовують електронні засоби та мережі. У свою чергу такі співтовариства теж можуть об'єднуватись у мережеві структури на підставі спільних інтересів (див. мережетворення).
Інформатизація всіх сфер діяльності сучасної людини і бурхливий розвиток нових інформаційно-комунікаційних технологій (НІКТ) створюють всі умови для реалізації програм оперативного доступу до віддалених матеріальних і інтелектуальних ресурсів, розподіленим по всій земній кулі. Сьогодні основна мета таких програм — створення універсального механізму вирішення особливо складних питань у науці, економіці, державному управлінні й інших сферах діяльності суспільства, що потребують для вирішення цих завдань залучення груп, колективів, співтовариств висококваліфікованих фахівців у різних сфер діяльності і широкого спектра матеріальних ресурсів і технологій, постачання яких у потрібні (як правило, гранично стиснуті) терміни жодна комерційна компанія або група компаній не може забезпечити в повному обсязі — тобто мета таких програм полягає у створенні необхідних умов для об'єднання зусиль великої кількості творчих і продуктивних сил суспільства, діяльність яких безупинно забезпечується надходженням необхідних матеріальних ресурсів з будь-якої точки світу.
В індустріальному суспільстві таке об'єднання в єдину працюючу структуру настільки різнорідних елементів, розділених географічними відстанями, кордонами, розходженнями в національному законодавстві, мовними бар'єрами, розходженнями в культурі, звичаях, традиціях, а також у напрямках політики національних урядів, зажадало б значних витрат часу і зусиль, що обмежувало ефективність спільної участі різних сил суспільства в рішенні складних задач у режимі цейтноту. Така фактична неповороткість соціальних систем індустріального суспільства робила його беззахисним перед будь-якими швидкими змінами структури соціальної організації і характеру суспільних відносин.
У такій формі взаємодії соціальні структури можуть поєднуватися як тимчасово (для вирішення конкретного питання або групи питань), так і на постійній основі.
Іншими словами, віртуальні (мережеві) спільноти — видавничі платформи для міжособистісної та групової вузькотематичної комунікації, що дозволяють публікувати інтерактивний контент, мають соціальну ієрархію та правила і використовуються для підтримки функціонування віртуальних соціумів.

## Характерні риси
1. Віртуальні соціальні співтовариства (ВСС) мають ті ж якості, що і наднаціональні інформаційні надкорпорації, що робить їх небезпечним суб'єктом конкурентної боротьби і природним супротивником інформаційних надкорпорацій у боротьбі за сфери впливу. Єдина різниця, що відрізняє два цих типи соціальних структур інформаційного суспільства, полягає в тім, що в конкурентній боротьбі надкорпорації в основному використовують власний інформаційний потенціал і інтелектуальні ресурси, а віртуальні співтовариства включають у свою структуру, поєднують ідеологією і залучають до власної конкурентної боротьби чужі, не приналежні їм матеріальні й інтелектуальні ресурси, цілком запозичаючи структурні елементи інших соціальних систем.
2. Найбільші, глобальні за масштабами своєї діяльності і впливові на суспільні процеси ВСС мають ознаки суверенної держави — суверенітет; екстериторіальність; наявність власних легітимних збройних сил (які можуть складатися як з підрозділів силового впливу служб безпеки, так і зі спеціальних сил інформаційно-психологічних операцій); участь і міжнародні організації, що передбачають членство тільки для суверенних суб'єктів, що зближує їхні стратегічні інтереси є національними інтересами традиційних держав, втягуючи в геополітичну конкуренцію за сфери впливу.
3. Так само, як традиційні держави і транснаціональні інформаційні надкорпорації, ВСС є геополітичними суб'єктами і беруть участь у геополітичній конкуренції.
4. Здатність ВСС миттєво витягати зі структур соціального суспільства і концентрувати розподілені інтелектуальні і матеріальні ресурси в будь-якій точці простору, у тому числі — поблизу або усередині вогнищ міжнародної напруженості або локальних інформаційно-психологічних конфліктів, визначає:
• високу мобілізаційну здатність сил і засобів таких соціальних систем до ведення і відбиття інформаційно-психологічної агресії і війни;
• високу здатність заповнювати недолік сил і засобів і втрати в інтелектуальних і матеріальних ресурсах, черпаючи їхній прямо із суспільства (держав з розвитий інформаційно-телекомунікаційною інфраструктурою), що не бере участь офіційно в конфлікті на стороні даного ВСС.
5. Віртуальні соціальні співтовариства, завдяки закладеним у їхній діяльності принципам об'єднання просторово розподілених інтелектуальних і матеріальних ресурсів для досягнення власних цілей, в інформаційному суспільстві володіють винятковою здатністю проникати в будь-які соціальні структури і, у випадку залучення цих ВСС в інформаційний конфлікт (інформаційно-психологічну війну), здатні завдати своєму супротивникові удару зсередини, використовуючи для проникнення в його тили і для створення в його комунікаційних мережах і соціальних формаціях власних (вхідних в дане ВСС) структур ведення агресивних дій і інформаційної війни як «будівельний матеріал» елементи і складові соціальної структура держави, що стали об'єктом їхнього нападу.
6. Віртуальні соціальні співтовариства в результаті будь-яких змін об'єднуючи їхні структурні елементи цілей (тому що ВСС завжди створюється для діяльності у визначеному напрямку, а для досягнення визначеної, конкретної мети) здатні в найкоротший термін цілком змінити свій вид, форму існування в інформаційно-психологічному просторі.
7. Віртуальні соціальне співтовариство створюється його організаторами для досягнення визначених цілей на території обраної ними держави (або групи держав) з елементів соціальної структури цих держав і інших суб'єктів інформаційно-психологічної діяльності.
8. У зв'язку з тим, що ВСС створюються їх організаторами для досягнення визначених цілей на території обраного ними держави (або групи держав) з елементів соціальної структури цих держав і інших суб'єктів інформаційно-психологічної діяльності, головною уразливістю ВСС є ідеологія, що поєднує розрізнені елементи, що належать, до того ж, до різних соціальних формацій, у єдиний організм (систему) і  мотивацію участі кожного з цих елементів у спільній діяльності по досягненню задекларованих в офіційній ідеології віртуального співтовариства цілей під загальним централізованим віртуальним керуючим впливом, що виходить з ядра ВСС.
9. Використання силами спеціальних операцій військової (зовнішньої) розвідки, спецслужб і інших учасників інформаційного протиборства (інформаційної війни) принципів створення і використання у власних цілях віртуальних соціальних співтовариств створює сприятливі умови для ведення широкомасштабної розвідувальної, диверсійної і партизанської війни в інформаційно-психологічному просторі держав-конкурентів.